# Natalie Jareško
Natalie Ann Jareško (ukrajinsky Наталія Енн Яресько, * 24. dubna 1965 Chicago, Spojené státy americké) je ukrajinská politička americko-ukrajinské národnosti. V letech 2014–2016 vedla Ministerstvo financí Ukrajiny v druhém kabinetu Arsenije Jaceňuka. Po skončení svého působení ve vládě Ukrajiny se stala výkonnou ředitelkou finančního kontrolního orgánu Portorika. Působí v Kyjevské pobočce Aspen Institutu.
V roce 2024 dostala prestižní ocenění GLOBSEC European Award.